# 파르티잔스크
파르티잔스크(러시아어: Партизанск, 문화어: 빠르찌잔스크)는 프리모르스키 지방에 위치한 도시이다. 인구는 43,700명(2002년)이다. 시호테알린산맥의 끝자락에 위치했으며, 파르티잔스카야강이 흐르고 나홋카에서 50km, 블라디보스토크에서 동쪽으로 172km 지점에 위치해 있다.
과거 재로한인 및 한국의 독립운동가들 사이에서 수청(水淸)이라는 명칭으로 불렸다.

## 역사
과거 읍루 및 말갈의 땅이었고, 고구려 유민이 중심이 되어 발해가 세워지자 발해의 영토에 편입되었다. 발해의 15부 가운데 하나인 정리부(定理府)가 위치해 있었던 것으로 추정되며, 발해가 멸망한 뒤에는 거란족과 여진족이 이곳에 거주하여 요나라와 금나라에 차례로 복속되었다. 그 뒤 명나라 당시에는 위소제가 시행되어 이곳에 실리위(失里衛)를 두었으며, 17세기 만주족의 청나라가 수립되자 영고탑에 속해 아란소(간체자: 雅兰苏, 정체자: 雅蘭蘇, 병음: Yǎlánsū 야란쑤[*])를 줄여 부른 소성(간체자: 苏城, 정체자: 蘇城, 병음: Sūchéng 쑤청[*]) 또는 소창(간체자: 苏昌, 정체자: 蘇昌, 병음: Sūchāng 쑤창[*])으로 불리게 되었다.
1860년에 체결된 베이징 조약에 따라 청나라는 이곳을 러시아 제국에 할양했고, 19세기 후반 블라디보스토크에 주둔하던 러시아 태평양 함대 측에서 석탄 공급원을 필요로 하여 1888년부터 1893년에 걸쳐 우수리스크 남방 지역의 지질 조사를 시행한 결과 이곳에서 탄광이 발견되었다. 채굴된 석탄은 나홋카로 옮겨져 군함의 연료로 사용되었으며, 1896년부터 광산이 상업적으로 운영되면서 조직적인 채굴이 시작되었고 '수찬 광산'이라는 의미의 수찬스키루드니크(러시아어: Сучанский Рудник, 영어: Suchansky Rudnik) 정착지가 세워졌다. 이후 1905년부터 1914년까지 여러 개의 새로운 광산이 개장되었으나 큰 성과를 내지 못했고, 제1차 세계 대전이 발발하자 많은 노동자들이 군 복무를 위해 소집되며 석탄 채굴이 크게 감소하였다. 그 뒤 1918년부터 1922년까지 러시아 내전이 발발하면서 볼셰비키 지지자들이 이 지역에서 활발한 파르티잔 활동을 벌였으며, 소련이 설립된 이후 프리모르스키 변경주의 석탄 생산 중심지로 번창하였다.
1932년 4월 27일에 도시 지위를 부여받아 수찬(러시아어: Сучан, 영어: Suchan) 시가 되었으며, 얼마 뒤 이오시프 스탈린의 측근이었던 얀 가마르니크의 이름을 딴 가마르니크(러시아어: Гама́рник, 영어: Gamarnik) 시로 이름이 바뀌었으나 1937년 가마르니크의 숙청 이후 기존 명칭으로 환원되었다. 1972년 중소 국경 분쟁에 따른 중국식 지명 변경에 따라 파르티잔스크 시로 개칭되었고, 도시의 이름을 딴 인근의 수찬강은 파르티잔스카야강(러시아어: Партизанская, 영어: Partizanskaya)으로 이름이 변경되었다.

### 한인의 역사
19세기 중반 이후, 기근과 폭정, 농민반란 등으로 많은 조선 농민들이 이곳에 정착한다. 신영동, 동개터, 다우지미, 큰령 등의 한인 정착촌이 발달했다.
이 곳은 무장 빨치산 투쟁을 전개했던 한창걸이 활동했던 곳이며, 코민테른 집행위원을 지낸 박진순의 고향이기도 하다.

## 기후
| Partizansk의 기후        | Partizansk의 기후 | Partizansk의 기후 | Partizansk의 기후 | Partizansk의 기후 | Partizansk의 기후 | Partizansk의 기후 | Partizansk의 기후 | Partizansk의 기후 | Partizansk의 기후 | Partizansk의 기후 | Partizansk의 기후 | Partizansk의 기후 | Partizansk의 기후 |
| 월                       | 1월               | 2월               | 3월               | 4월               | 5월               | 6월               | 7월               | 8월               | 9월               | 10월              | 11월              | 12월              | 연간              |
| ------------------------ | ----------------- | ----------------- | ----------------- | ----------------- | ----------------- | ----------------- | ----------------- | ----------------- | ----------------- | ----------------- | ----------------- | ----------------- | ----------------- |
| 역대 최고 기온 °C (°F)   | 5.7 (42.3)        | 10.0 (50.0)       | 17.9 (64.2)       | 31.1 (88.0)       | 31.0 (87.8)       | 33.5 (92.3)       | 38.0 (100.4)      | 38.0 (100.4)      | 32.2 (90.0)       | 27.7 (81.9)       | 19.2 (66.6)       | 9.0 (48.2)        | 38.0 (100.4)      |
| 일평균 최고 기온 °C (°F) | −7.7 (18.1)       | −4.0 (24.8)       | 2.8 (37.0)        | 11.9 (53.4)       | 18.2 (64.8)       | 21.4 (70.5)       | 24.5 (76.1)       | 25.4 (77.7)       | 20.8 (69.4)       | 13.7 (56.7)       | 2.9 (37.2)        | −5.4 (22.3)       | 10.4 (50.7)       |
| 일일 평균 기온 °C (°F)   | −12.5 (9.5)       | −9.0 (15.8)       | −2.2 (28.0)       | 5.9 (42.6)        | 11.7 (53.1)       | 15.6 (60.1)       | 19.5 (67.1)       | 20.3 (68.5)       | 14.8 (58.6)       | 7.7 (45.9)        | −2.0 (28.4)       | −9.9 (14.2)       | 5.0 (41.0)        |
| 일평균 최저 기온 °C (°F) | −17.6 (0.3)       | −14.6 (5.7)       | −7.9 (17.8)       | 0.0 (32.0)        | 5.5 (41.9)        | 10.5 (50.9)       | 15.4 (59.7)       | 15.8 (60.4)       | 8.9 (48.0)        | 1.7 (35.1)        | −7.3 (18.9)       | −14.9 (5.2)       | −0.3 (31.5)       |
| 역대 최저 기온 °C (°F)   | −30.9 (−23.6)     | −32.5 (−26.5)     | −22.8 (−9.0)      | −12.2 (10.0)      | −2.0 (28.4)       | 0.0 (32.0)        | 1.0 (33.8)        | 1.7 (35.1)        | −5.0 (23.0)       | −14.1 (6.6)       | −20.0 (−4.0)      | −28.0 (−18.4)     | −32.5 (−26.5)     |
| 평균 강수량 mm (인치)    | 12.8 (0.50)       | 15.0 (0.59)       | 24.0 (0.94)       | 43.0 (1.69)       | 58.5 (2.30)       | 106.0 (4.17)      | 112.6 (4.43)      | 110.0 (4.33)      | 106.7 (4.20)      | 46.0 (1.81)       | 29.1 (1.15)       | 17.3 (0.68)       | 681.0 (26.81)     |
| 평균 상대 습도 (%)       | 55                | 54                | 56                | 60                | 69                | 77                | 85                | 81                | 74                | 62                | 57                | 56                | 65                |
| 출처:                    |                   |                   |                   |                   |                   |                   |                   |                   |                   |                   |                   |                   |                   |